# Просвіт (елемент однострою)

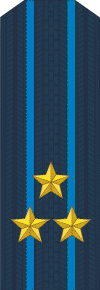
Погон старшого радника юстиції України

Просвіт — елемент знаків розрізнення в деяких країнах. Просвіти розташовані на погонах і петлицях. Погони з просвітами здебільшого використовуються у збройних силах держав, у яких поширена система знаків розрізнення за зразком Російської імперії. В збройних силах та силових структурах погони з просвітами притаманні для офіцерського складу.
Просвіти являють собою поздовжні смуги на погонах, кількість яких вказує на клас, до якого належить службовець чи військовик. Колір просвітів може вказувати на відомство, до якого належить службовець. У збройних силах колір просвітів вказує на рід військ чи службу, до якої належить військовослужбовець.
В Україні погони з просвітами використовують співробітники Укрзалізниці, метрополітенів, Генеральної прокуратури, СБУ та в лісовому господарстві. До 1995 року (фактично використовувалися довше) також використовувалися у Збройних Силах України, до 2015 року в МВС, до 2016 року в Державній прикордонній службі.

## Історія

### Походження

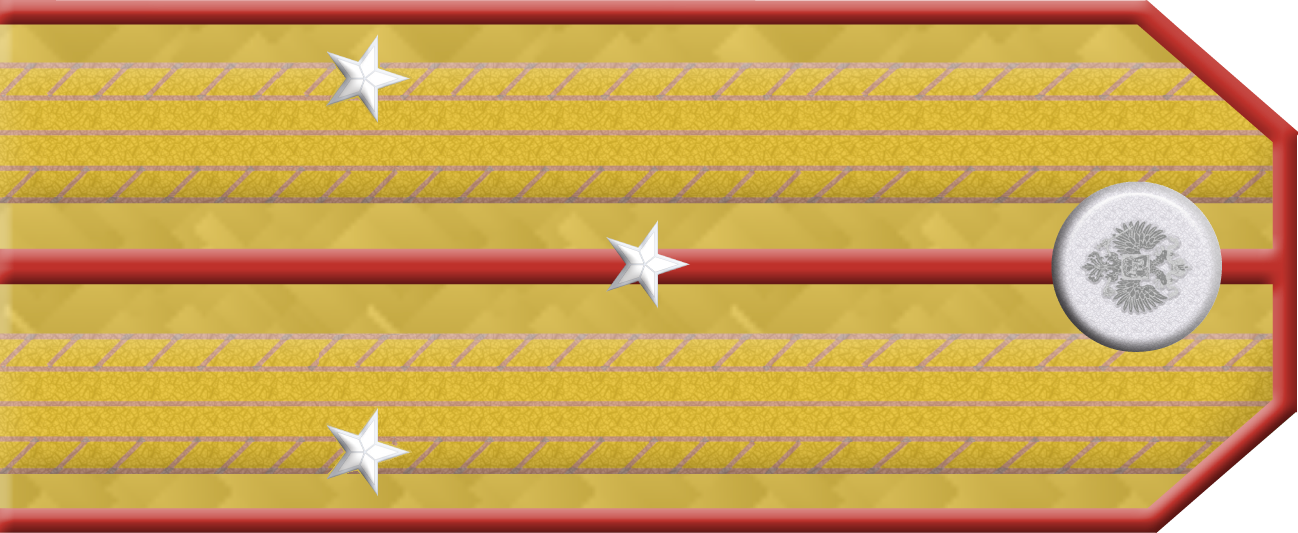
Погон поручника Російської імперії

Термін «просвіт» з'явився завдяки первиній технології виготовлення офіцерських погонів Російської імперії.
У 1803-му на одностроях офіцерів з'являються еполети. Еполети піхотних офіцерів мали колір поля відповідний до кольору погонів нижніх чинів полку. За шиттям еполета можливо визначити, до якого класу належить офіцер (обер-, штаб-офіцери чи генерали), але чин, який мав військовик, на еполетах впізнати було не можливо. 1827 року вводяться персональні знаки розрізнення для офіцерів на еполети у вигляді металевих п'ятипроменевих зірочок однакового розміру для всіх чинів (капітани, полковники та генерал-майори мали еполети без зірочок). З 1854 року офіцери починають використовувати погони.
При виготовленні офіцерського погона спочатку брався солдатський погон і на нього нашивали дві чи три галунні смужки. Смужки нашивалися не впритул одна до одної, таким чином, щоб залишалася невелика кольорова смужка (просвіт). Таким чином на погоні обер-офіцера була одна смужка-просвіт, а на погоні штаб-офіцера їх було дві.
20 жовтня 1914 року для Діючої армії були введені польові погони захисного кольору, на яких просвіти були темно-брунатні чи темно-жовті молескінові. Просвіти нашивали просто на погони.
Крім військовослужбовців, особливі погони з просвітами використовували деякі прошарки чиновників (зірочки розташовувалися вздовж погона), однострої яких мали воєнізований вигляд, старші співробітники поліції. Носії цивільних чинів мали петлиці, з поздовжніми смужками (одна чи дві).
16 грудня 1917 року після Жовтневого перевороту декретом керівництва Радянської Росії було скасовано всі старі імперські чини, звання та титули. Погони зривали з одностроїв, вони разом з просвітами припинили своє існування. Деякий час погони з просвітами використовувалися у Добровольчій армії, та в деяких інших військових формуваннях у 1917—21 роках.
Згідно з указами Президії Верховної Ради від 6 січня 1943 року «О введенні нових знаків розрізнення для особового складу Червоної Армії» та від 15 лютого 1943 року «О введенні нових знаків розрізнення для особового складу ВМФ» вводяться нові однострої, та нові знаки розрізнення. Замість петлиць вводяться погони, на яких стали розміщуватися знаки розрізнення. Нові знаки розрізнення майже збігалися з імперськими, але на відміну від імперських знаків розрізнення, де зірочки були одного розміру для всіх рангів офіцерів, зірочки на погонах старших офіцерів РСЧА були більші за розміром від зірочок на погонах молодших офіцерів. Нововведені погони виготовлялися вже за іншою технологією — в них просвіт був одним цілим з погоном. У такому вигляді знаки розрізнення проіснували до розпаду СРСР у 1991 році.
В 1988 році з'являється нова польова форма — «афганка», на якій використовувалися вшивні погони без просвітів, де клас, до якого належав військовослужбовець, можливо було впізнати лише за розміром зірочок.

### Кольори просвітів на погонах Російської імперської армії в 1874—1917 роках

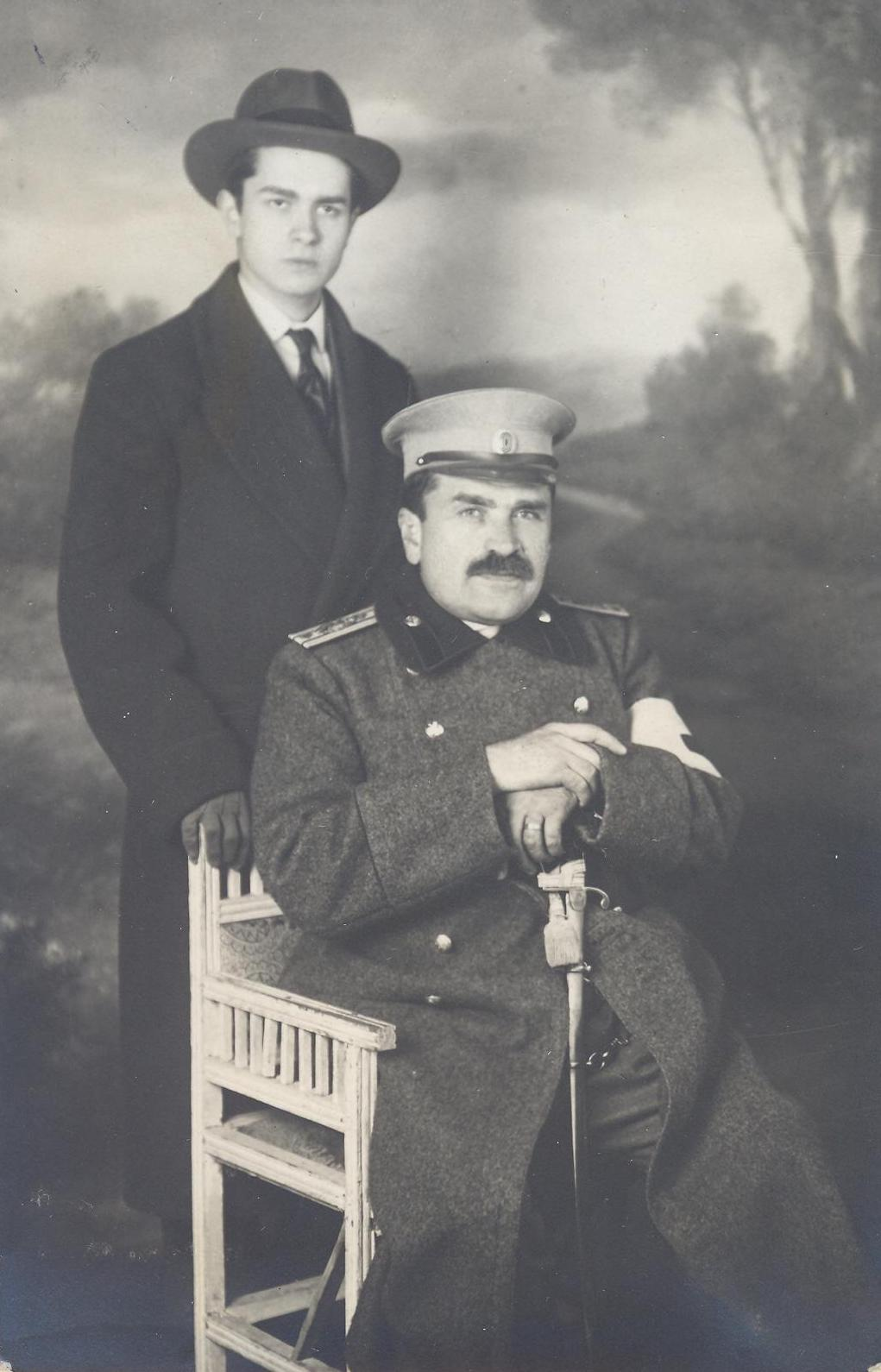
Полковник Болгарського царства Параскев Стоянов

- Червоні — гвардійська піхота, 1-й і 2-й піхотні полки в дивізії, артилерія, інженерні війська;
- Сині — 3-й і 4-й полки в дивізії, окремий корпус жандармів;
- Жовті — гренадерські полки;
- Малинові — стрілецькі полки;
- Чорні — генеральний штаб, корабельний офіцерський склад ВМФ;
- Темно-брунатні — загальний колір просвіту для польових погонів зразка 1914 року;
- Просвіти на кавалерійських погонах мали найрізноманітніше забарвлення, відповідно полкових кольорів.

### Кольори просвітів на погонах СРСР в 1950-1970-х роках
- Червоні — загальновійськові і міліції, берегові війська ВМФ, ПДВ (1945-63);
- Малинові — мотострілецькі війська, адміністративна служба, медична і ветеринарна служба, юстиція (в 1969-80);
- Темно-зелені — медична служба (для осіб без військової освіти, до 1969);
- Яскраво-зелені — прикордонні війська;
- Волошкові — військовослужбовці КДБ СРСР (крім органів військової контррозвідки);
- Сині — кавалерія (до 1958);
- Блакитні — авіація і з 1963 року ПДВ;
- Чорні — ВМФ (для парадного одягу) і (до 1971) для технічних видів військ;
- Крапові — внутрішні війська;
- Жовті — ВМФ (для повсякденного одягу).

## Використання в Україні
Збройні сили України, які утворилися під час розпаду СРСР, перейняли радянський зразок військових звань, а також радянських знаків розрізнення. 1995 року з'являється новий зразок погонів, на якому просвіти як засіб розрізнення класів офіцерів зникають.

## Інші держави
Деякі країни використовують чи використовували знаки розрізнення, система яких побудована на знаках розрізнення Російської імперії: це РФ, Болгарія, Білорусь, Чехословаччина (1951—1958), Югославія, Соціалістична Республіка Румунія.

## Цікаві факти
У стрічці 1944 року «Весілля» фігурує персонаж Ревунов-Караулов (у виконанні Миколи Коновалова), «весільний генерал» який виявляється капітаном II рангу у відставці. На його однострої присутні особливі знаки розрізнення для відставних офіцерів ; погон поперечний з двома штаб-офіцерськими просвітами. На таких погонах просвіти розташовувалися не вздовж плечового шва, а поперек, при цьому їх розташування залишалося вздовж погона. Розташування ж зірочок зоставалося стандартне (у капітана ІІ рангу це три зірочки «трикутником», вершиною в напрямі до коміра, тобто розвернуто відносно осі погона на 90 %.